# Ein starkes Team: Fast perfekte Morde
Fast perfekte Morde ist ein deutscher Fernsehfilm von Martin Kinkel aus dem Jahr 2025. Es handelt sich um die 99. Folge der Krimiserie Ein starkes Team mit Florian Martens und Stefanie Stappenbeck in den Hauptrollen. Es ist der fünfunddreißigste Einsatz von Linett Wachow an der Seite von Otto Garber. Für Lucas Reiber als Kriminaloberkommissar und IT-Spezialist Nils Makowski ist es sein zweiter Auftritt. Die Erstausstrahlung der Episode erfolgte am 15. März 2025 im ZDF.

## Handlung
Linett Wachow und Otto Garber ermitteln im Mordfall an Tobias Kaiser, dem Chef eines Architekturbüros. Er wurde kaltblütig erschossen, nachdem er mit seinen Kollegen einen neuen millionenschweren Auftrag gebührend gefeiert hatte. Ins Visier der Ermittlungen gerät zunächst Kaisers Kollegin Leyla Günes, die dem Büro den Auftrag ans Land gezogen hat. Ebenso tatverdächtig ist die Praktikantin Hanna Beckmann, die eine handfeste Auseinandersetzung mit Tobias Kaiser hatte. Als kurz darauf ein weiterer Mord an den Barkeeper Timo Feldkamp verübt wird, der eine Liaison mit Leyla Günes hatte, sind sich Wachow und Garber sicher, dass ihnen Leyla nicht die ganze Wahrheit ihres Coups erzählt hat.

## Produktionsnotizen
Die Dreharbeiten für Fast perfekte Morde erstreckten sich vom 13. November 2023 bis zum 14. Dezember 2023 und fanden in Berlin und Umgebung statt. Für die Produktion zeichnete die UFA Fiction unter Federführung des Produzenten Simon Müller-Elmau verantwortlich.
In der ZDF Mediathek wird der Film ab dem 8. März 2025 vorab zur Verfügung gestellt. Die Erstausstrahlung soll am 15. März 2025 zur Hauptsendezeit im ZDF erfolgen.
In der 59. Minute des Films teilt Kriminalrat Reddemann dem Team mit, dass Sebastian Klöckner (Matthi Faust) nicht von seiner Fortbildung zurückkehren, sondern eine Abteilungsleiterstelle beim BKA in Wiesbaden übernehmen wird. Dieser hatte bereits in Folge 97 Verzockt seinen letzten Auftritt. In der 77. Minute wird Nils Makowski, der zunächst nur von der IT-Abteilung ausgeliehen war, offiziell ins Team versetzt.